# Enclos paroissial de Dirinon
L'enclos paroissial de Dirinon est un enclos paroissial situé dans la commune de Dirinon (Finistère, Bretagne). Il inclut l'église Sainte-Nonne, avec un ossuaire d'attache, la chapelle Sainte-Nonne, et un calvaire,. L'église est classée monument historique en 1916.

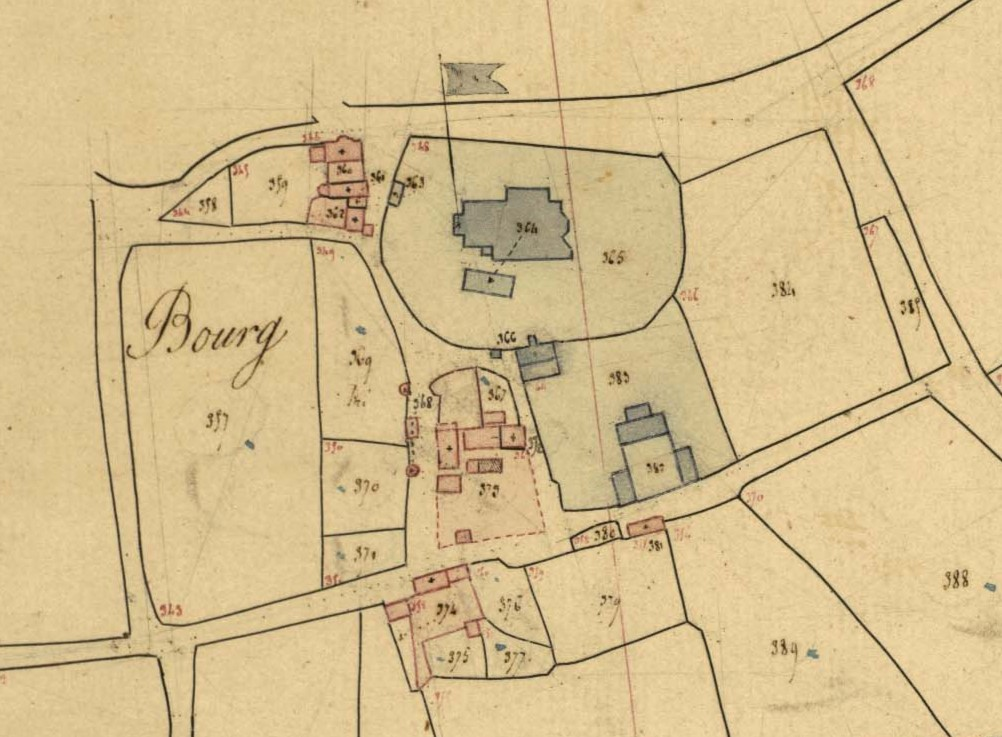
Plan de l'enclos en 1827. À noter une "maison" (363) dans l'enclos, désormais détruite.

## Galerie

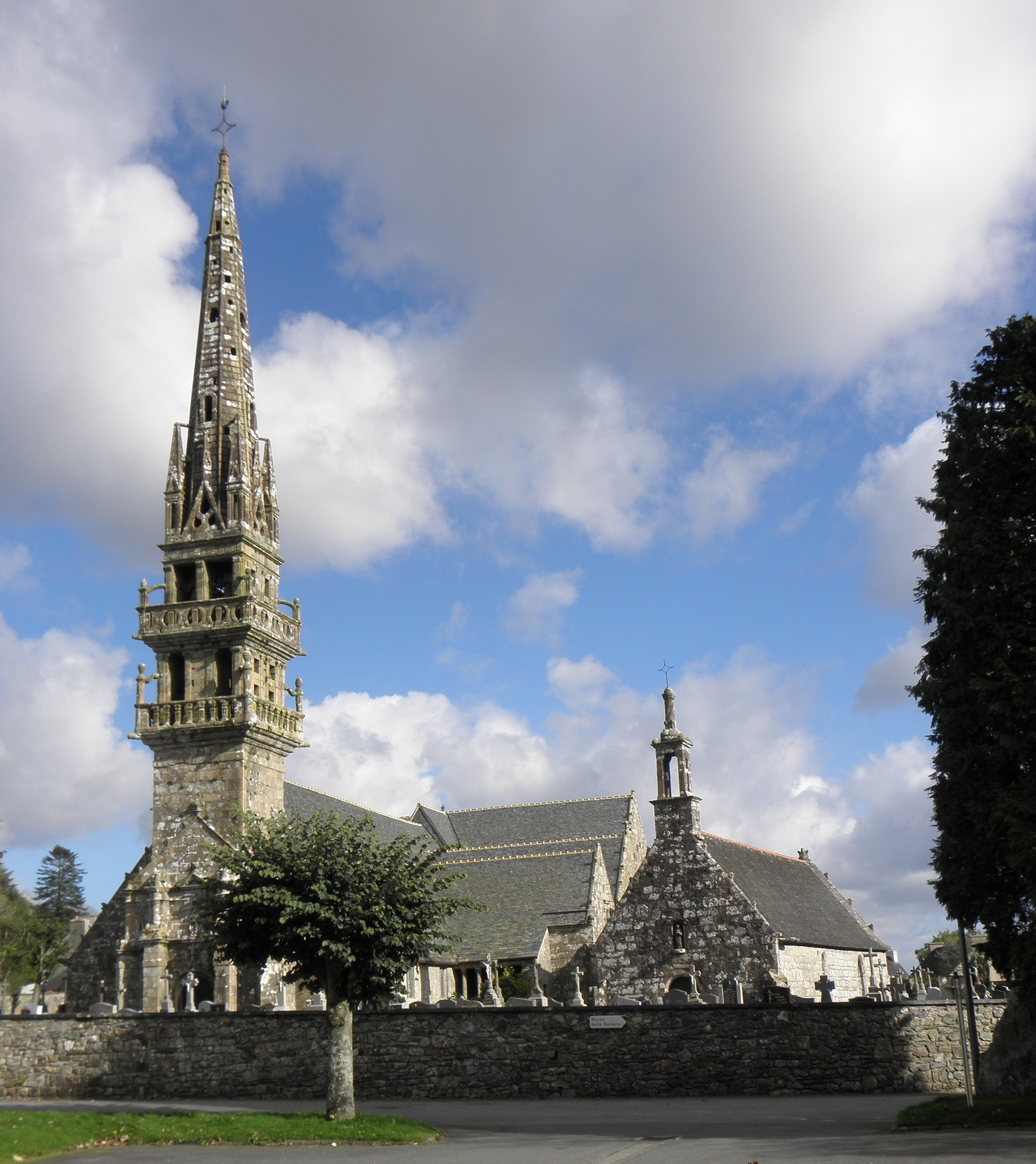
L'église et la chapelle.
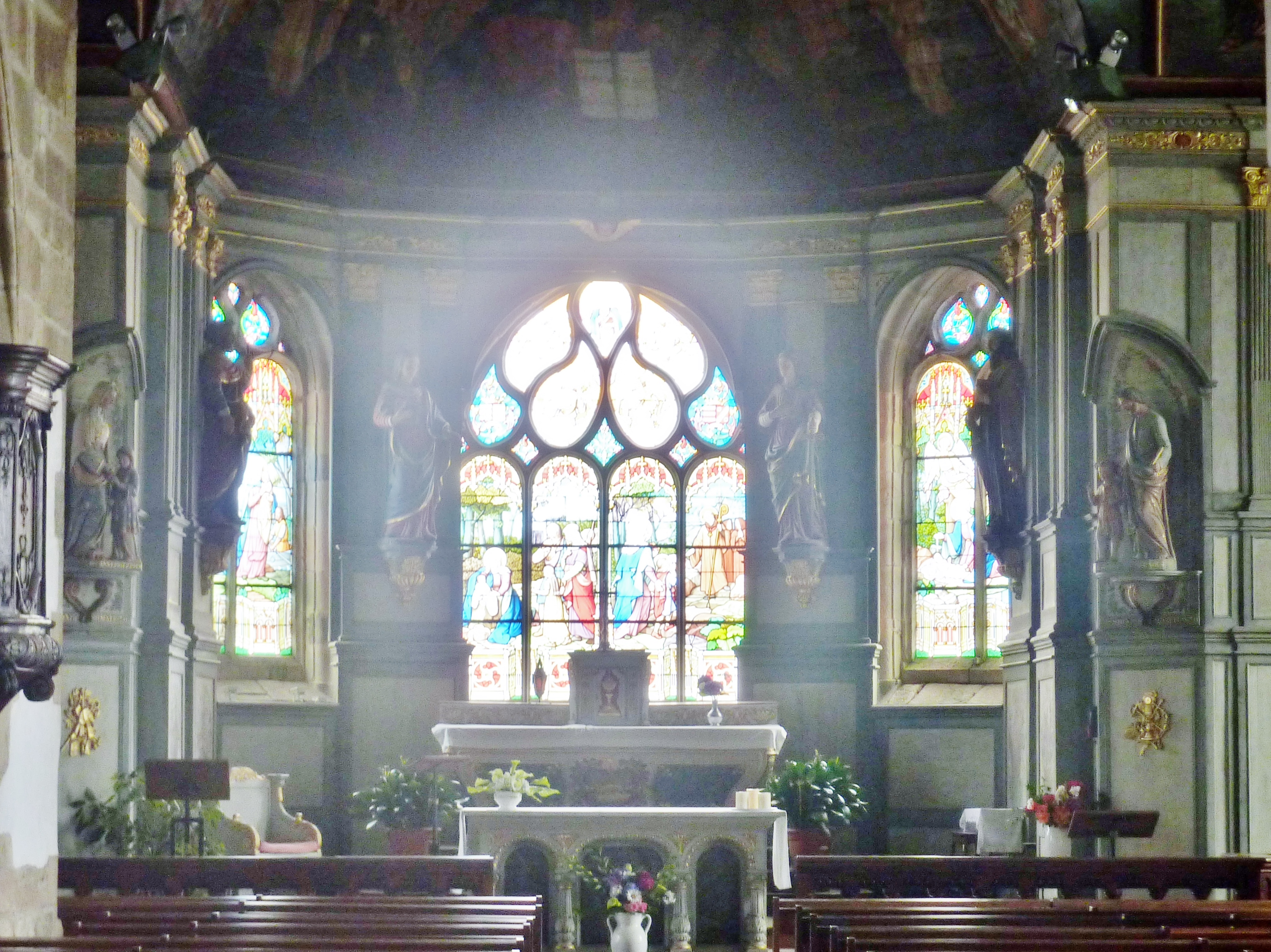
Intérieur de l'église.
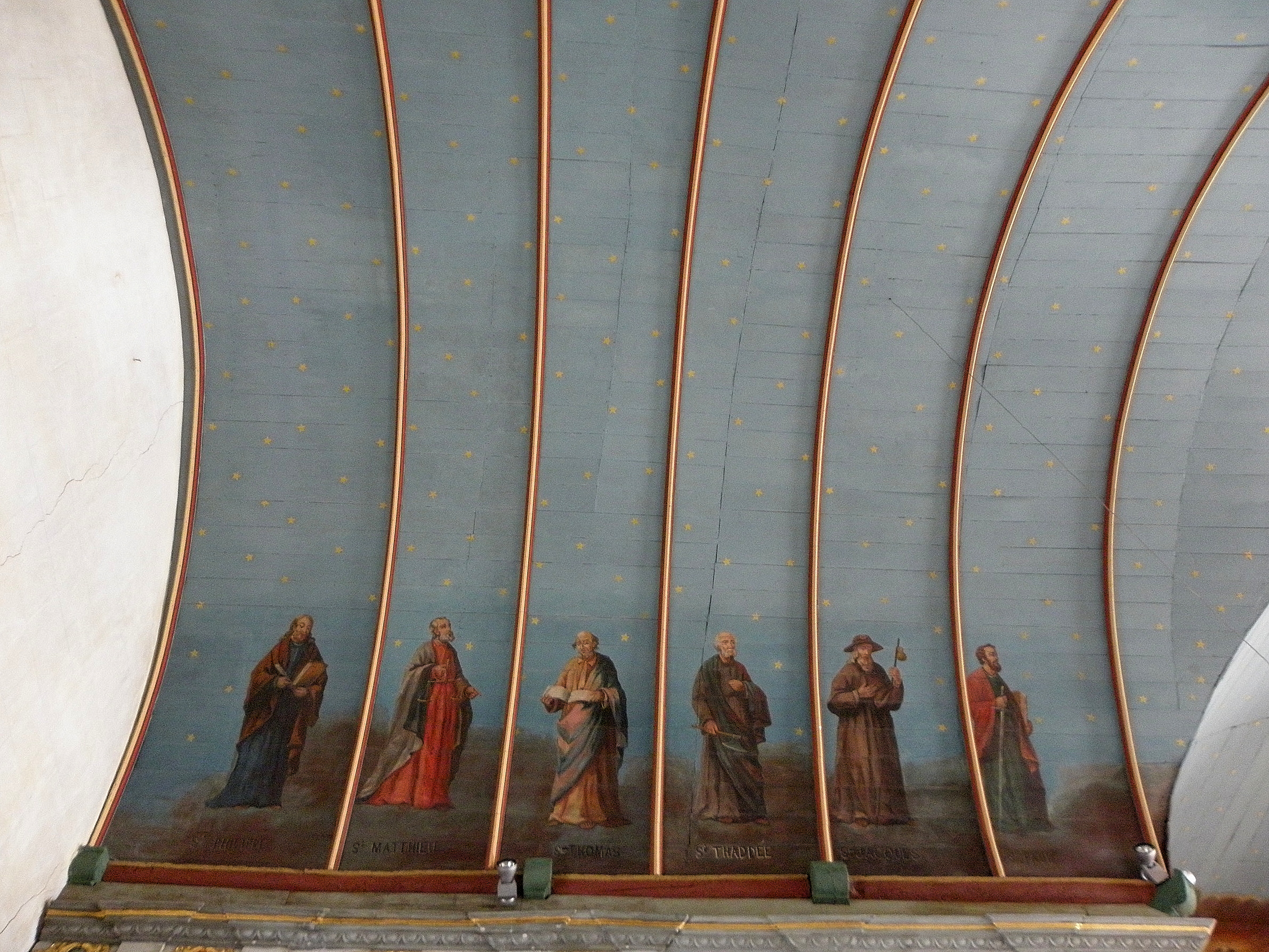
Le plafond de l'église.
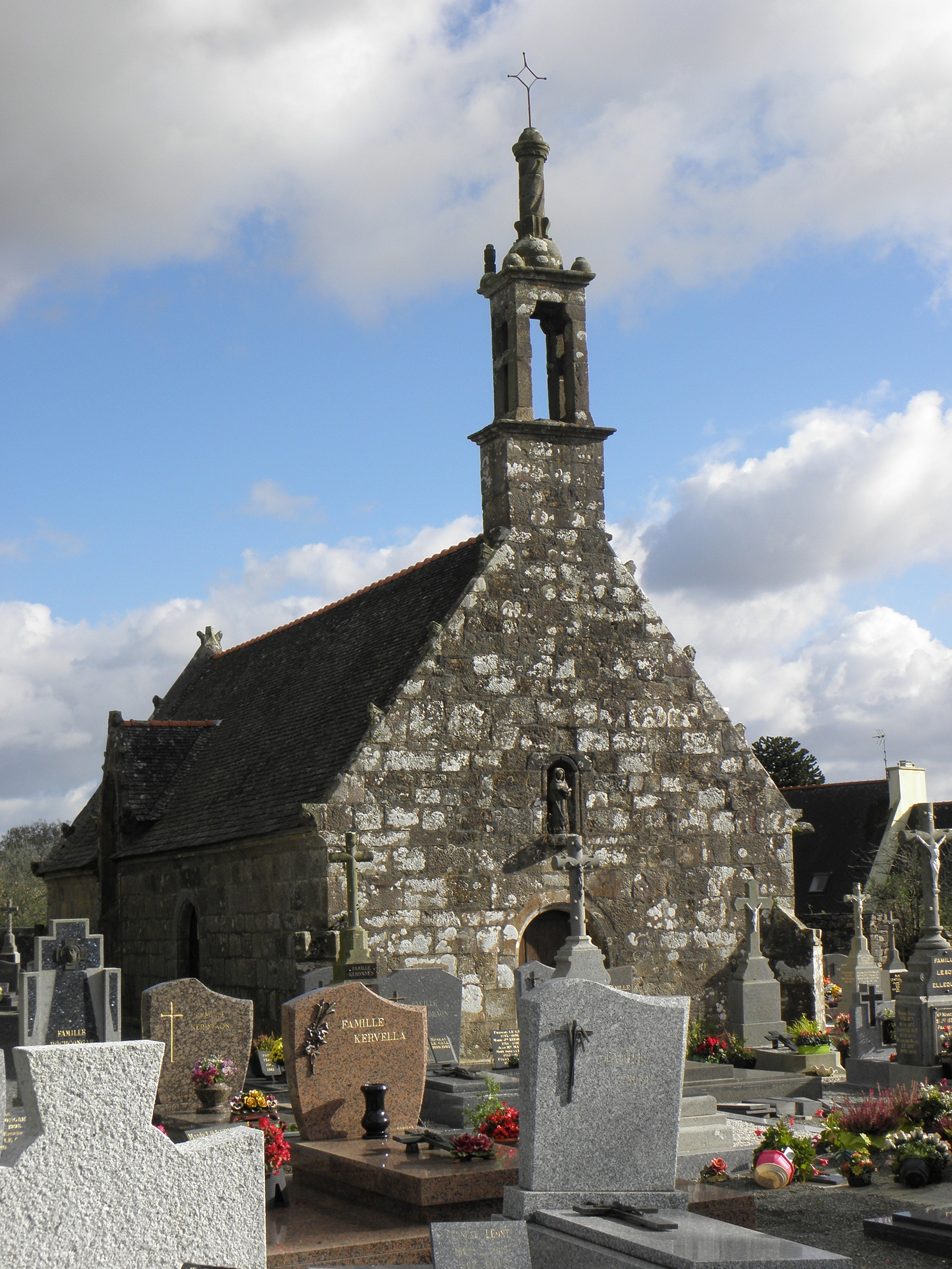
La chapelle.
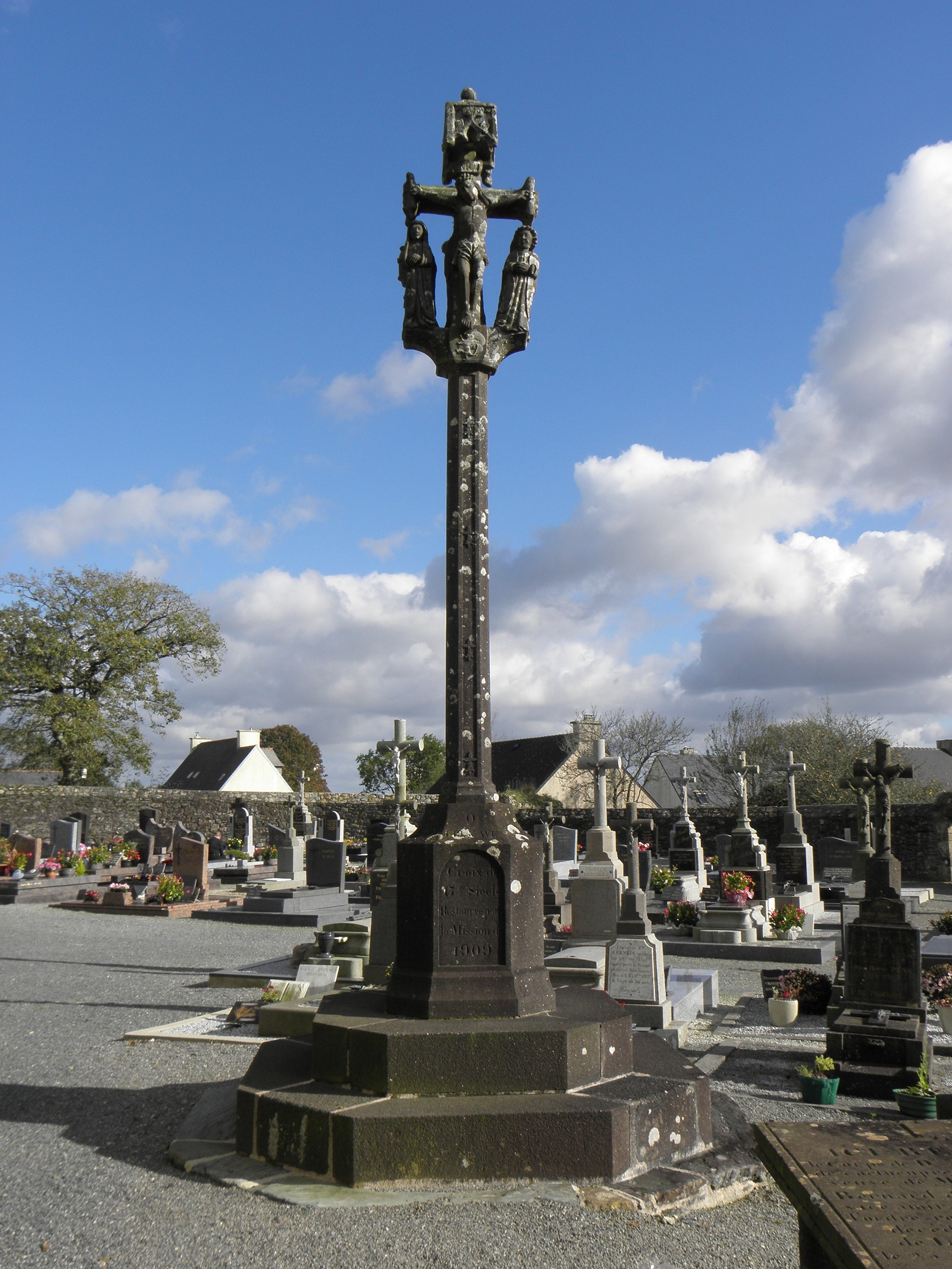
Le calvaire.